# Fluorobenzene
Il fluorobenzene è un composto organico di formula C6H5F, spesso abbreviato PhF. È un derivato del benzene, dove uno dei sei atomi di idrogeno è stato sostituito con un atomo di fluoro. È un composto relativamente poco reattivo, utilizzato per la sintesi di farmaci, pesticidi, fungicidi e altri prodotti chimici.

## Storia
Il fluorobenzene è stato sintetizzato per la prima volta nel 1883 da Emanuele Paternò e Vincenzo Oliveri. Utilizzarono il metodo di Lenz per ottenere l’acido p-fluorobenzensolfonico e in un secondo tempo lo desolfonarono applicando una procedura standard di desolfonazione che prevede la salificazione dell’acido con potassa e il riscaldamento in presenza di acido cloridrico. La procedura per la sintesi del fluorobenzene fece un salto di qualità nel 1886 con Otto Wallach all'Università di Bonn. La preparazione comprendeva due reazioni: prima il cloruro di benzendiazonio era convertito ad un triazene per azione della piperidina; poi, il derivato piperidinico ottenuto veniva scisso con acido fluoridrico:
[Ph-N≡N]+Cl–  +  2 C5H10NH   →   Ph-N=N-NC5H10  +  [C5H10NH2]Cl
Ph-N=N-NC5H10  +  2 HF   →   Ph-F  +  N2  +  [C5H10NH2]F

## Sintesi
A livello di laboratorio la sintesi è ottenuta mediante la reazione di Schiemann. Si inizia dall'anilina che viene diazotata; aggiungendo tetrafluoroborato di sodio si precipita il tetrafluoroborato di benzendiazonio, che dà infine fluorobenzene per decomposizione termica:
[Ph-N≡N]+[BF4]–  →  PhF  + BF3   + N2
Industrialmente sono possibili anche altri processi, tra i quali la pirolisi di clorodifluorometano in presenza di ciclopentadiene e la fluorurazione anodica del benzene con fluoruro di tetraetilammonio in acetonitrile.

## Reattività e usi
Il fluorobenzene è un composto relativamente inerte perché il legame C–F è molto forte e il sostituente fluoro è disattivante per la sostituzione elettrofila aromatica (SEAr), anche se orto/para-orientante; per cui, per trattamento con bromo (in presenza di AlBr3) dà buone rese di 1-bromo-4-fluorobenzene. È un buon solvente per specie altamente reattive. Nonostante sia considerato di scarso potere coordinante, la molecola è discretamente polare (μ = 1,66 D) ed è stato sintetizzato un complesso di titanio(III), ottenuto allo stato cristallino, dove il fluorobenzene funge da legante (vedi figura).

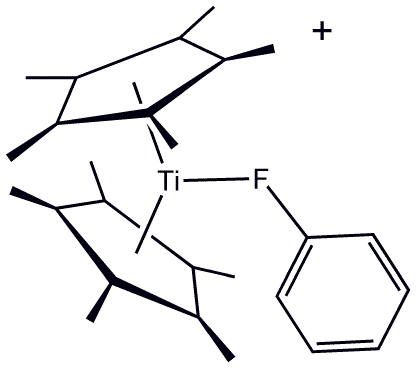
Struttura del complesso [(C_{5}Me_{5})_{2}Ti(FC_{6}H_{5})]^{+}.

Il fluorobenzene viene utilizzato per la sintesi di farmaci (ad esempio, flurazepam e aloperidolo), pesticidi, fungicidi e altri prodotti chimici.

## Tossicità / Indicazioni di sicurezza
Il fluorobenzene è considerato relativamente poco tossico, ma è irritante per gli occhi. Non ci sono dati su eventuali effetti cancerogeni.